# Associatie van look-zonder-look en dolle kervel
De associatie van look-zonder-look en dolle kervel (Alliario-Chaerophylletum) is een associatie uit het verbond van look-zonder-look (Galio-Alliarion).

## Naamgeving en codering
| Alliario-Chaerophylletum temuli Lohm. 1949 |

- Syntaxoncode voor Nederland (rVvN): r34Aa04
- BWK-karteringscode: hr
- Natura2000-habitattypecode (EU-code): H6430C

De wetenschappelijke naam Alliario-Chaerophylletum is afgeleid van de botanische namen van respectievelijk look-zonder-look (Alliaria petiolata) en dolle kervel (Chaerophyllum temulum).

## Fysiognomie
Het vegetatieaspect van de begroeiingen van deze associatie wordt vooral bepaald door witbloemige ruigtekruiden.

### Symmorfologie
De formatie van deze associatie betreft een ruigte die meestal optreedt in de vorm van een zoom. De kruidlaag is dominant.

## Subassociaties in Nederland en Vlaanderen
De associatie van look-zonder-look en dolle kervel kent in Nederland en Vlaanderen drie subassociaties. 
- Subassociatie met geel nagelkruid (Alliario-Chaerophylletum geetosum)
- Subassociatie met gewone hennepnetel (Alliario-Chaerophylletum galeopsietosum)
- Arme subassociatie (Alliario-Chaerophylletum inops)

## Verspreiding
Het verspreidingsgebied van de associatie van look-zonder-look en dolle kervel omvat ruwweg West-, Centraal- en Zuidoost-Europa. Buiten Europa is de associatie alleen bekend van het Atlasgebergte.

## Fotogalerij

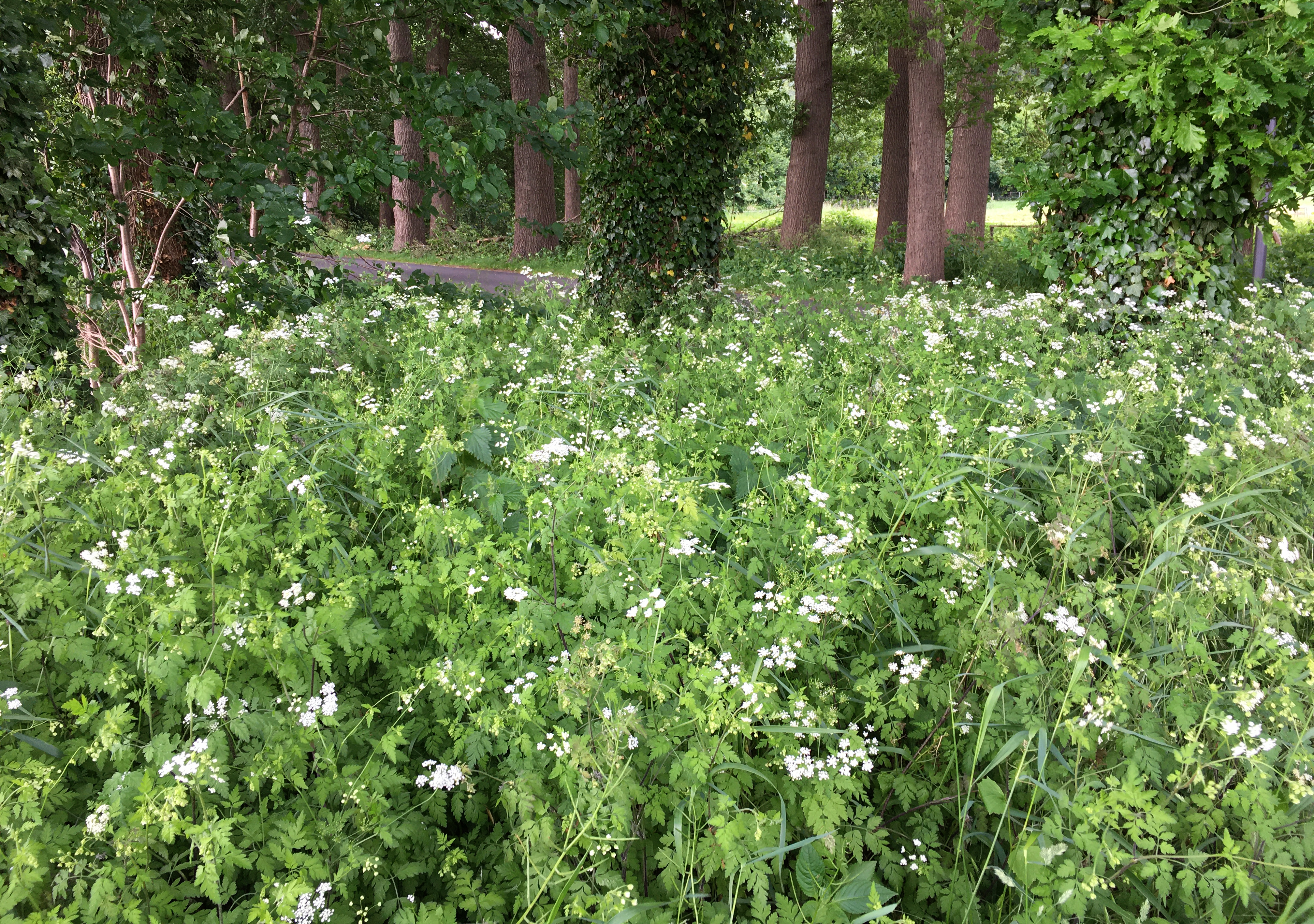
De associatie als zoom bij een laan
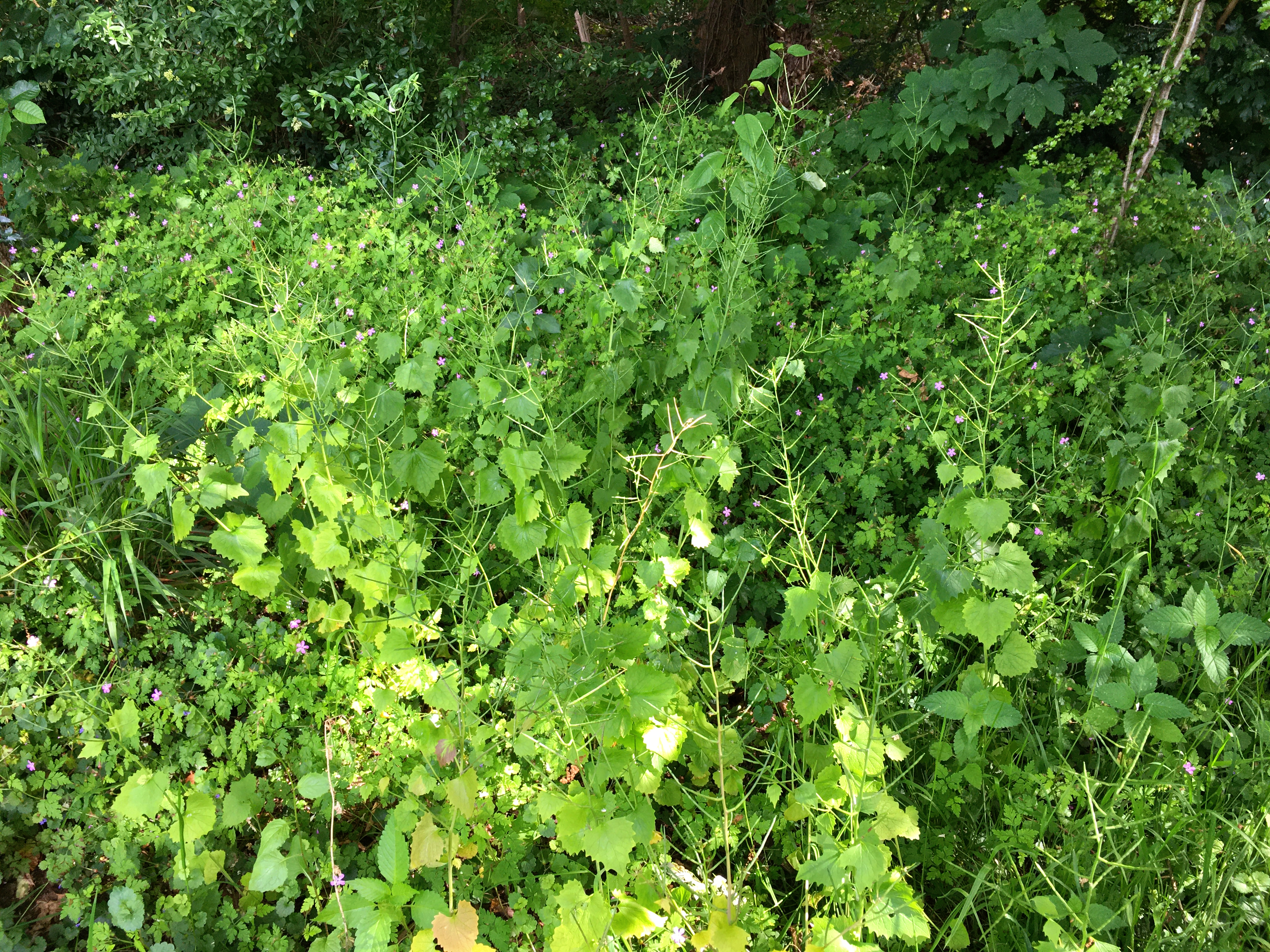
Vroeg zomeraspect met bloeiend robertskruid
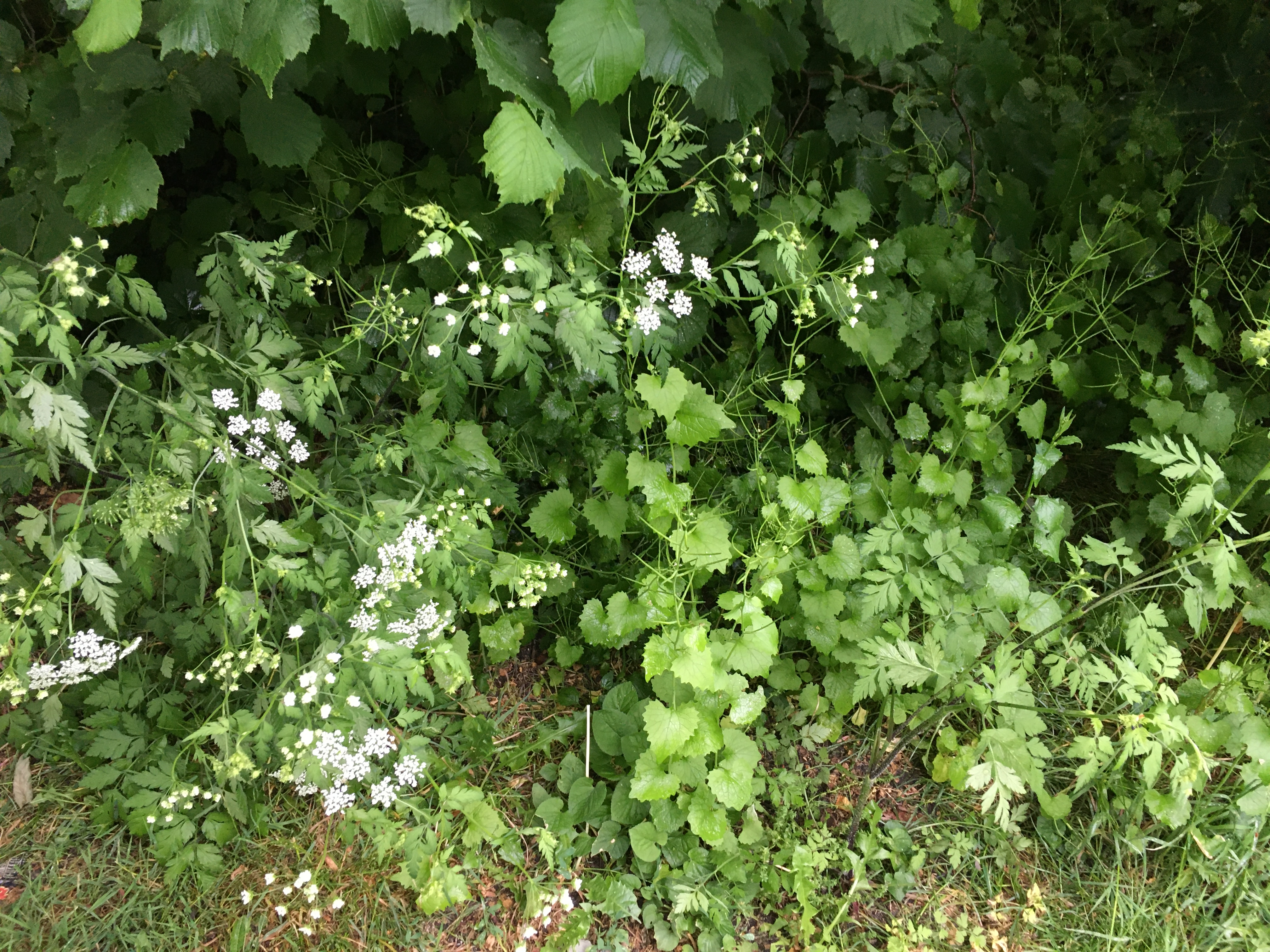
Smalle zoom met codominantie van beide naamgevende kruiden
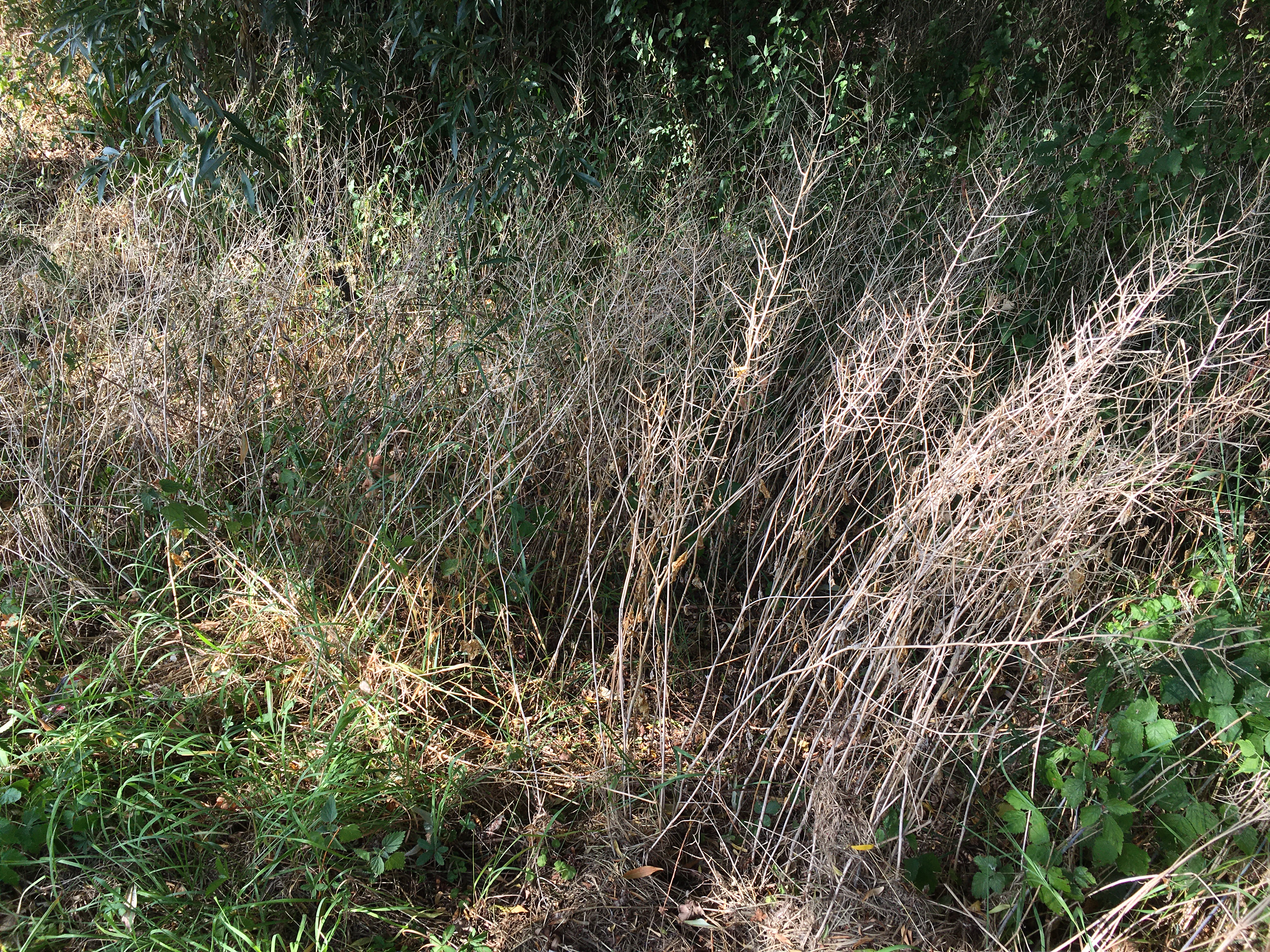
Laat zomeraspect met veel afgestorven look-zonder-look
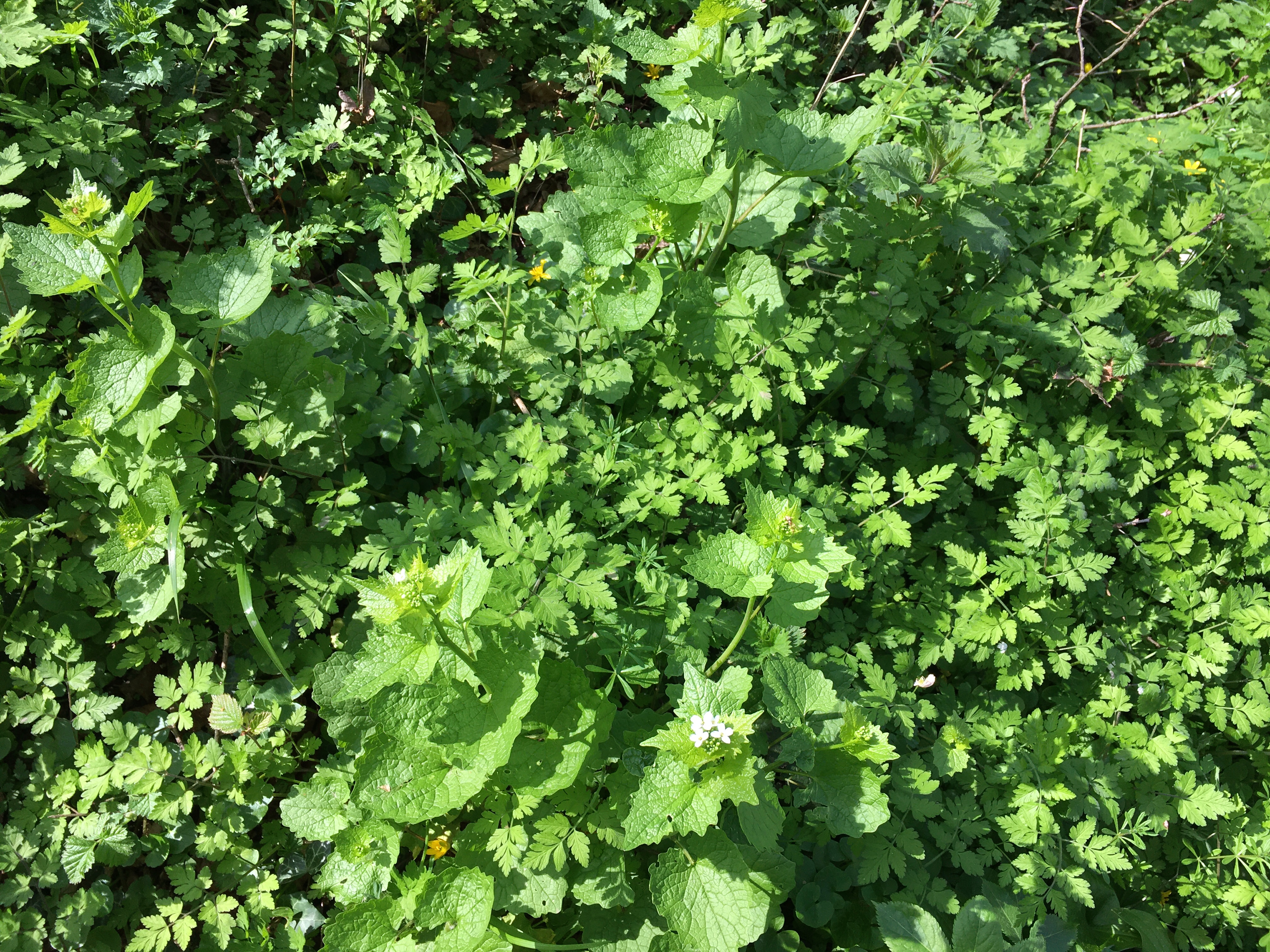
Close-up van een voorjaarsaspect
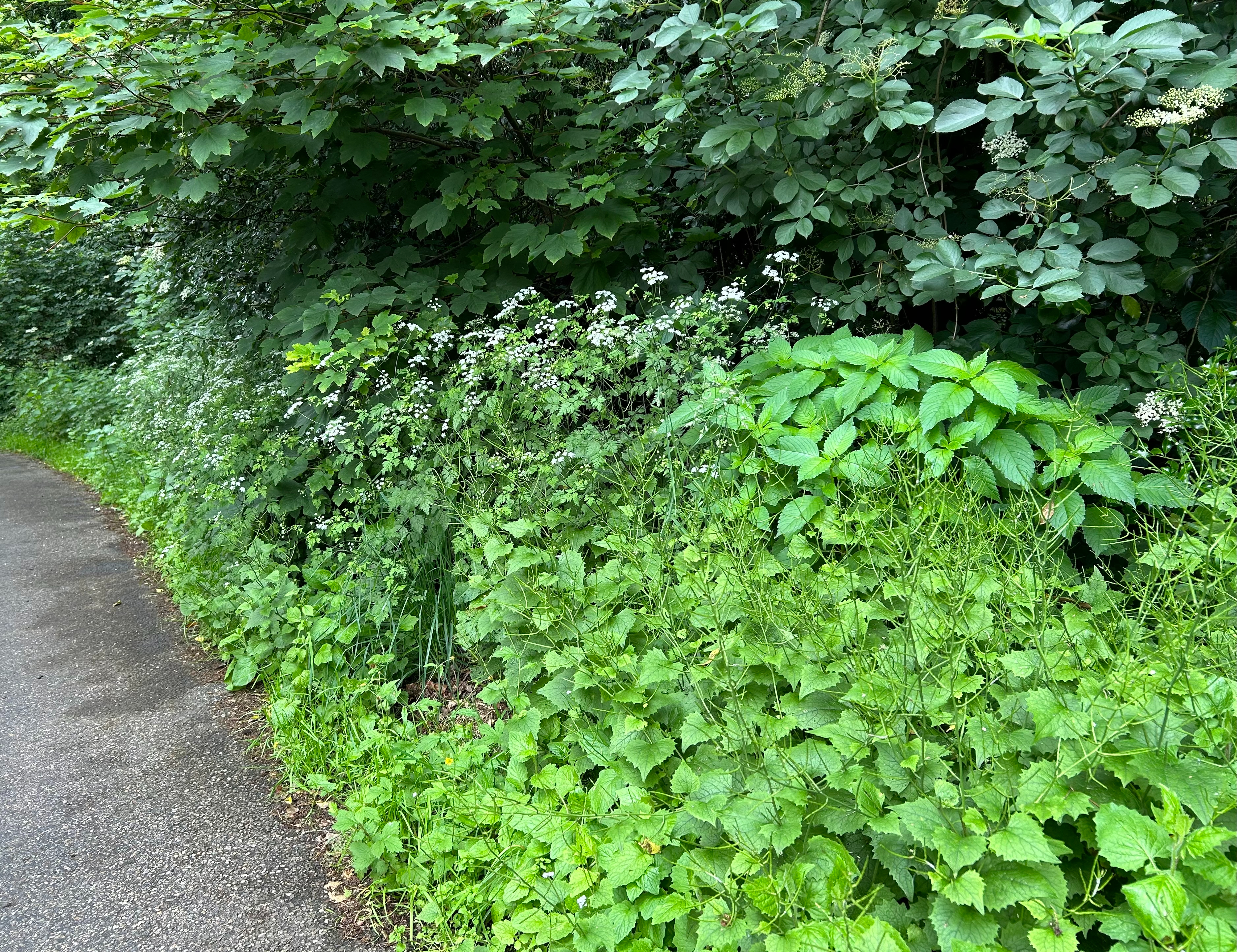
Laat voorjaarsaspect
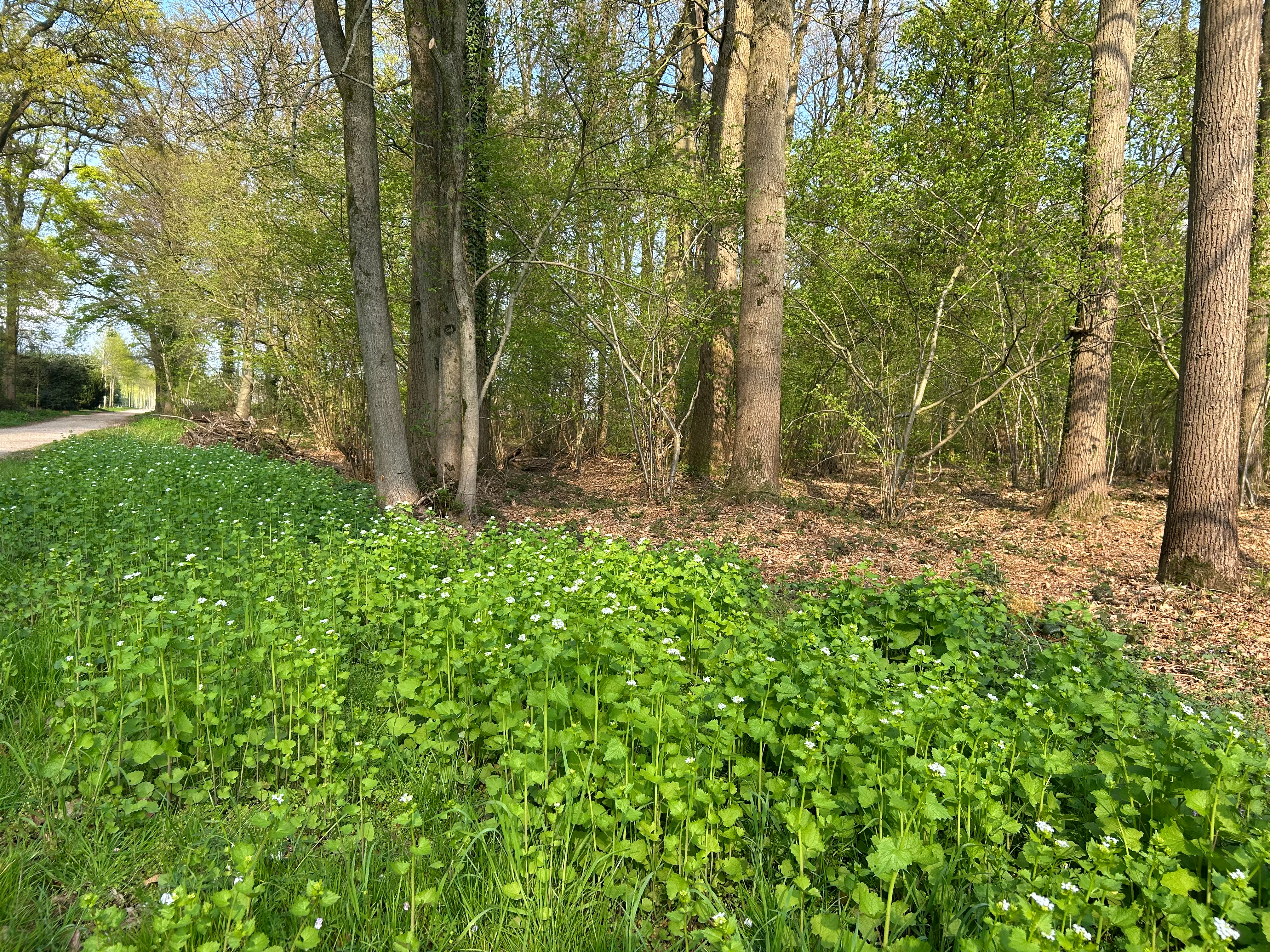